# Morinia atratula
Morinia atratula är en tvåvingeart som beskrevs av Malloch 1927. Morinia atratula ingår i släktet Morinia och familjen spyflugor. Inga underarter finns listade i Catalogue of Life.